# NGC 6762
NGC 6762 este o liner situată în constelația Dragonul. A fost descoperită în 30 august 1883 de către Lewis A. Swift.